# حمزه رازیانی
حمزه رازیانی جودوکار و قهرمان جوجیتسو در ایران، عضو سابق تیم ملی جوجیتسوی ایران و رئیس سابق انجمن جوجیتسوی غرب کشور بود. وی در سال ۲۰۱۳ با گرفتن ۶ مدال طلا در سه رشته رزمی فنی‌ترین رزمی کار غرب ایران نام گرفت. وی در مسابقات مجمع انتخابی تیم ملی جوجیتسو در اصفهان در شهریور ۱۳۹۲ مدال طلا کسب کرد.

## گرویدن به بهاییت
حمزه رازیانی پس از آنکه دین خود را از اسلام به بهاییت تغییر داد، از تیم ملی جوجیتسو و نیز ریاست انجمن جوجیتسوی غرب کشور کنار گذاشته شد. روز ۲۲ تیر ۱۳۹۳ نیروهای امنیتی حکومت دفتر وی را مورد بازرسی قرار داده و وی را برای مدتی بازداشت کردند. رازیانی مجدداً در روز ۲۱ مرداد ۱۳۹۳ از سوی ادارهٔ اطلاعات کرمانشاه احضار شد و پس از آن ایران را ترک کرد.